# Алгоритм художника
Алгоритм художника — простейший программный вариант решения «проблемы видимости» в трехмерной компьютерной графике.
Название «алгоритм художника» относится к технике, используемой многими живописцами: сначала рисуются наиболее удалённые части сцены, потом части которые ближе. Постепенно ближние части начинают перекрывать отдалённые части более удалённых объектов. Задача программиста при реализации алгоритма художника — отсортировать все полигоны по удалённости от наблюдателя и начать выводить, начиная с более дальних.

## Проблемы алгоритма

Взаимноперекрывающиеся полигоны при любой сортировке будут выведены неверно

Алгоритм не позволяет получить корректную картину в случае взаимно перекрывающихся полигонов. В этом случае, как показано на рисунке справа, полигоны А, В и С накладываются друг на друга таким образом, что невозможно определить, в каком порядке их следует рисовать. В этом случае, следует разбить конфликтный полигон на несколько меньших, например алгоритмом Ньюэлла, предложенным в 1972 году.
Второй распространённой проблемой является то, что система прорисовывает также области, которые впоследствии будут перекрыты, на что тратится лишнее процессорное время.
Эти недостатки привели к разработке метода Z-буфера, который можно рассматривать как развитие алгоритма художника.